# Wieniotowo
Wieniotowo [vjɛɲɔˈtɔvɔ] (tiếng Đức: Wendhagen)  là một ngôi làng thuộc khu hành chính của Gmina Ustronie Morskie, thuộc hạt Kołobrzeg, West Pomeranian Voivodeship, ở phía tây bắc Ba Lan. Nó nằm khoảng 3 kilômét (2 mi) phía đông của Ustronie Morskie, 16 km (10 mi) về phía đông của Kołobrzeg và 120 km (75 mi) về phía đông bắc của thủ đô khu vực Szczecin. Wieniotowo có dân số 720.